# Ipsheim

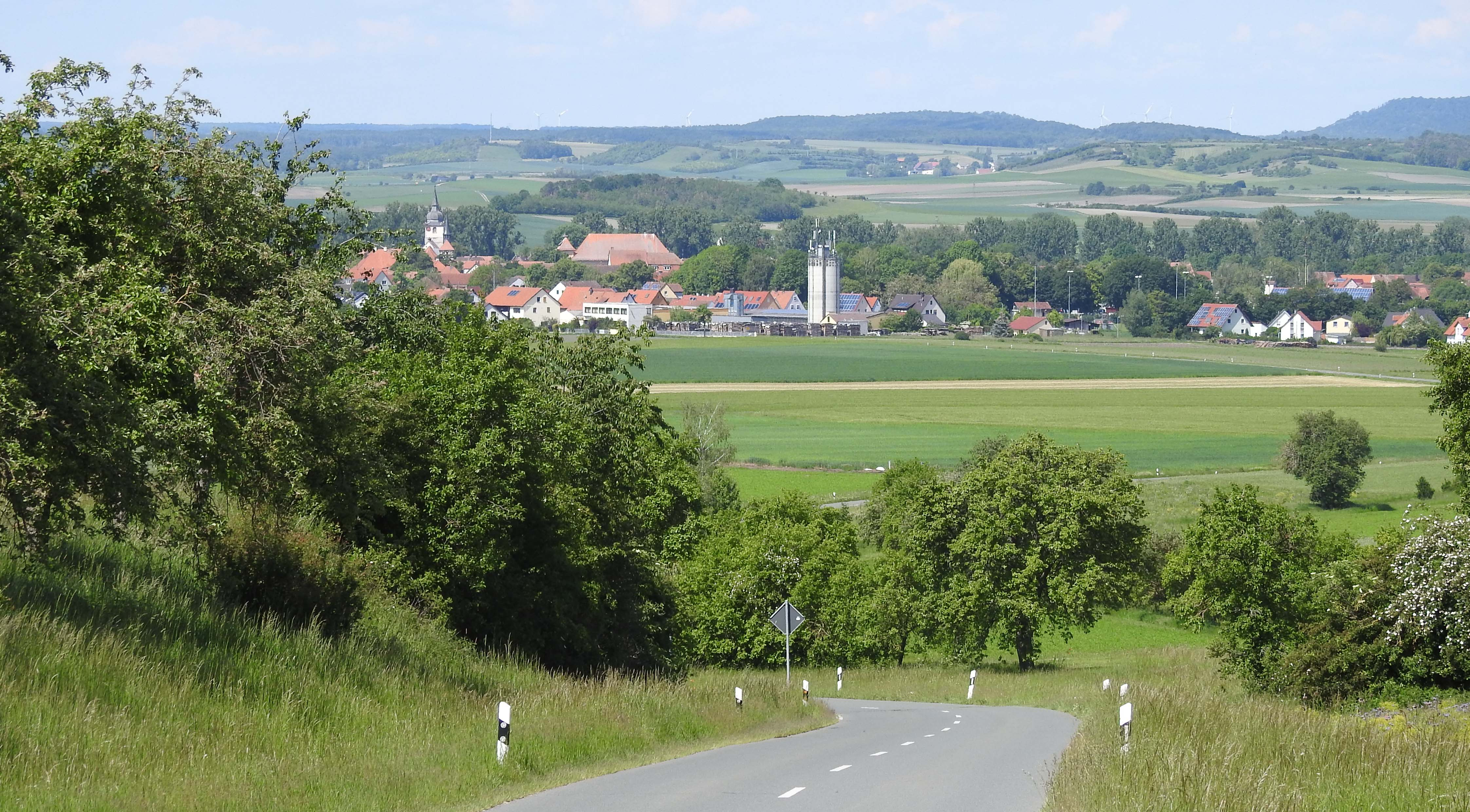
Ipsheim von Osten

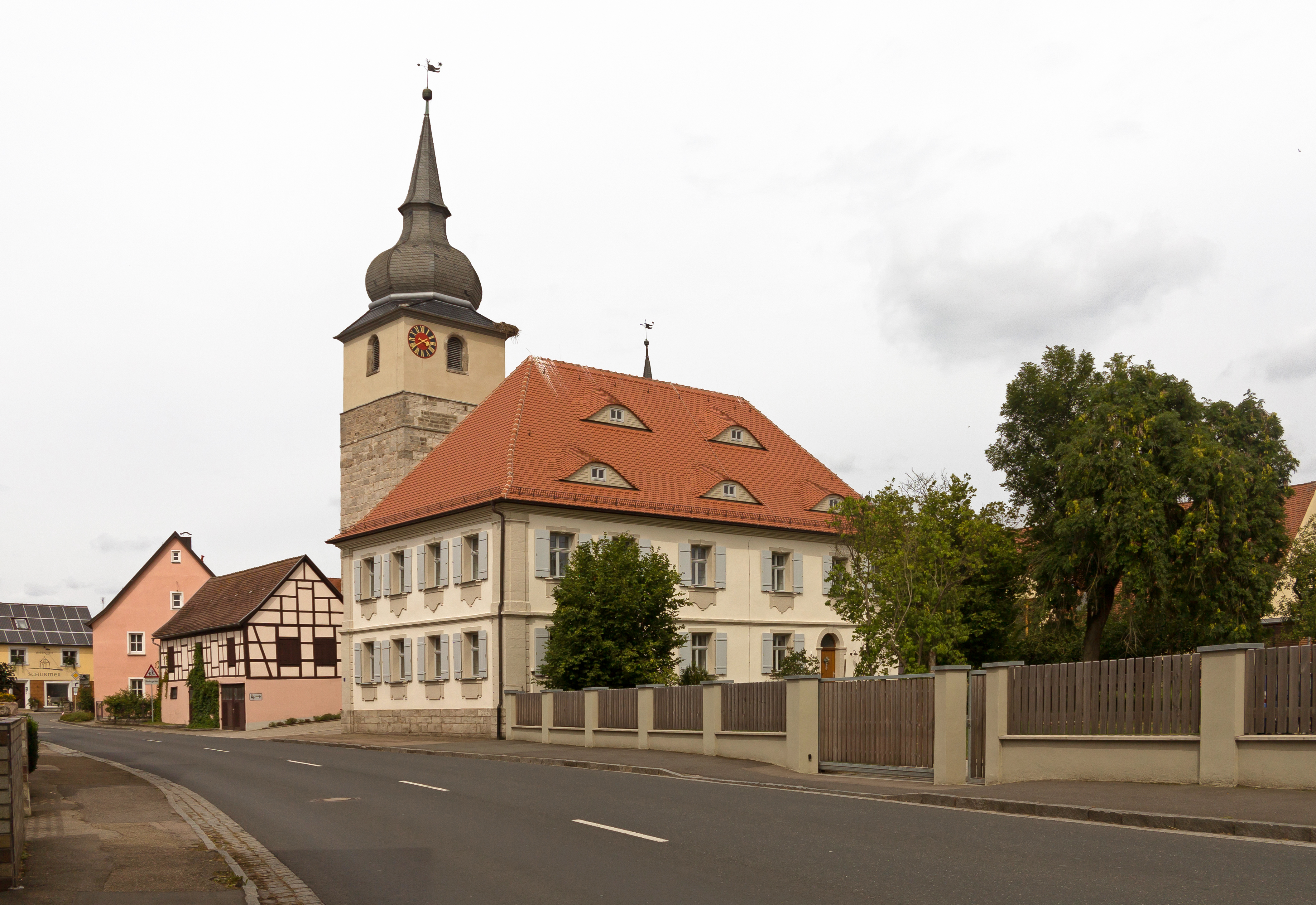
Ipsheim, Pfarrhaus

Ipsheim (fränkisch: Ibsa) ist ein Markt im Landkreis Neustadt an der Aisch-Bad Windsheim (Mittelfranken, Bayern).

## Geografie

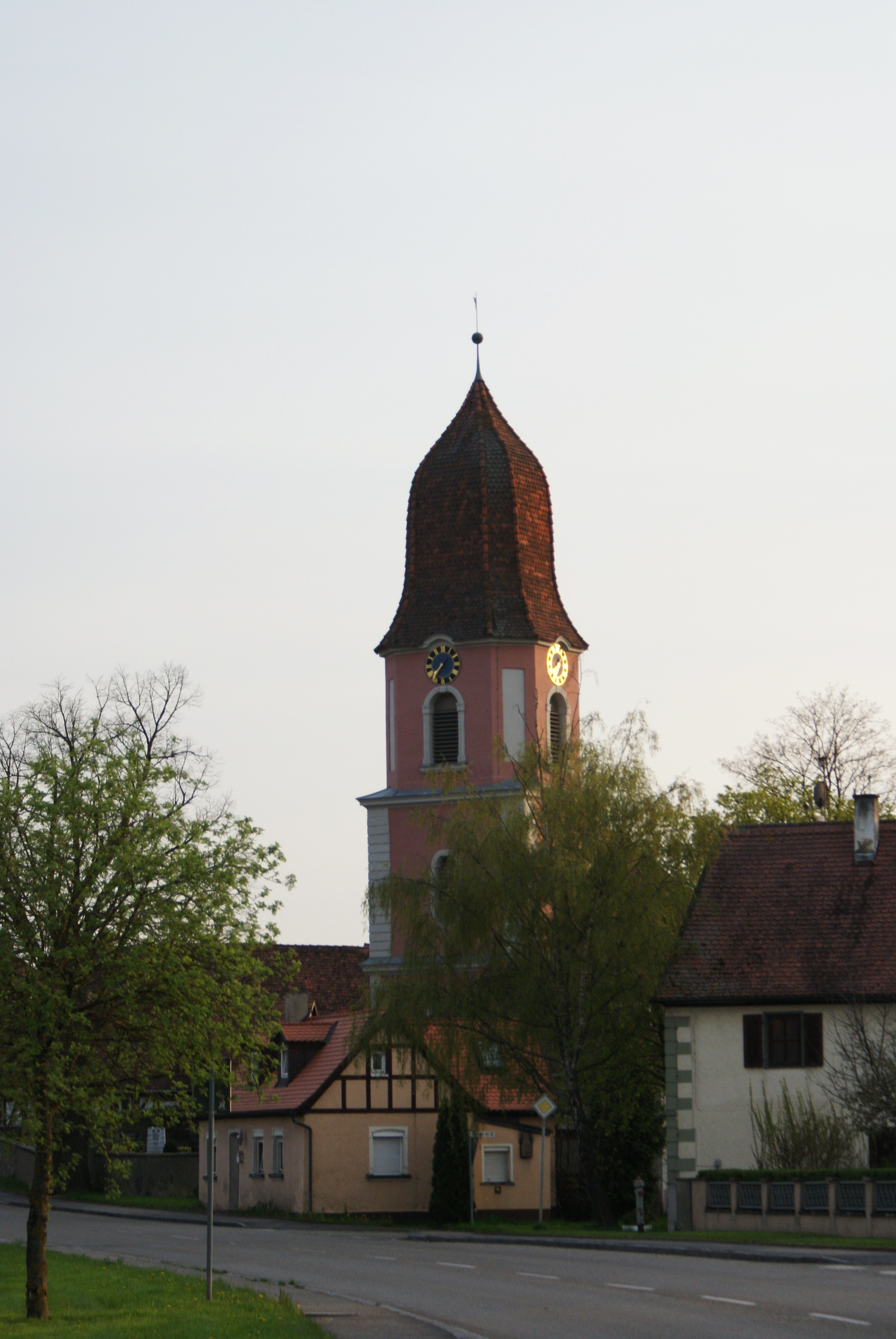
Kirche St. Kilian im Gemeindeteil Oberndorf

### Geografische Lage
Die Gemeinde liegt im Oberen Aischtal, das zum Rangau gehört. Die Landschaft wird von der Burg Hoheneck dominiert, die über dem Ort liegt. Der Markt befindet sich in den Naturparks Frankenhöhe und Steigerwald. In Ipsheim herrscht der Ansbacher Dialekt als Variante des Ostfränkischen vor.
Nachbargemeinden sind von Norden beginnend im Uhrzeigersinn Neustadt an der Aisch, Dietersheim, Markt Erlbach, Bad Windsheim und Sugenheim.

### Geologie
Die Gemeinde befindet sich auf oberen Schichten des Mittleren Keupers, der hier hauptsächlich aus Gips besteht, zum größten Teil auf der Acrodus-Bank. Hier fanden sich Fossilien von Dinosauriern, Haien (Palachutas unguetissimus) aus dem Trias und winzigen Schnecken (Promathildia Theodori), die zum ersten Mal vom Ipsheimer Hans Thürach untersucht wurden.
Die zu Ipsheim gehörende Burg Hoheneck befindet sich auf einem Hügel nahe dem Dorf, der einen Ausläufer der Frankenhöhe darstellt.

### Gemeindegliederung
Es gibt elf Ortsteile (in Klammern ist der Siedlungstyp angegeben):
- Bühlberg (Weiler)
- Eichelberg (Dorf)
- Hoheneck (Burg)
- Holzhausen (Dorf)
- Ipsheim (Hauptort)
- Kaubenheim (Pfarrdorf)
- Mailheim (Weiler)
- Mäusberg (Einöde)
- Nundorfermühle (Einöde)
- Oberndorf (Kirchdorf)
- Weimersheim (Dorf)

Die Einöde Eichmühle zählt zum Gemeindeteil Ipsheim, die Einöde Oberndorfer Mühle zum Gemeindeteil Oberndorf.
Es gibt auf dem Gemeindegebiet die Gemarkungen Eichelberg, Ipsheim, Kaubenheim, Mailheim und Oberndorf. Die Gemarkung Ipsheim hat eine Fläche von 10,558 km². Sie ist in 2026 Flurstücke aufgeteilt, die eine durchschnittliche Fläche von 5211,37 m² haben.

## Geschichte

### Vor- und Frühgeschichte
Erste Hinweise auf eine menschliche Besiedelung der Region um Ipsheim stammen von Jägern, die hier während der Altsteinzeit temporäre Siedlungen errichteten: Nach dem Zweiten Weltkrieg wurde beispielsweise auf einem Acker ein zwölf Zentimeter langer Dolch aus Feuerstein gefunden, dessen Alter auf 45.000 Jahre geschätzt wurde. Etwas jünger, auf ungefähr 40.000 Jahre, wird ein Stichel aus Hornstein eingeschätzt, der stark patiniert in dem Bergplateau südlich der Burg Hoheneck gefunden wurde. Die Spornlage des Geländes dürfte für dessen Besiedelung ausschlaggebend gewesen sein, da man von dort aus die umliegenden Täler überblicken konnte. Aus der Mittelsteinzeit liegen von den Hängen um die Burg eine ganze Reihe von Funden kleiner Steinwerkzeuge vor. Nach der Sesshaftwerdung der Menschen in der Jungsteinzeit wurde in Ipsheim eine größere Siedlung errichtet, von der Werkzeuge im jüngeren bandkeramischen Stil, Pfeilspitzen, Steinbeile aus Porphyrit und ein Mahlstein gefunden wurden.
Auch in den folgenden Jahrhunderten der Bronzezeit und Eisenzeit dürfte die Gegend durchgehend bewohnt gewesen sein, wobei für Ipsheim selber nur eine keltische Bevölkerung ab der Latènezeit nachgewiesen werden kann. Hinzu kamen jedoch ab der Zeitwende Mitglieder verschiedener durch das Aischtal ziehender elbgermanischer Völker, die sich niederließen und in der ursprünglichen Bevölkerung aufgingen. Die genaue Lage vieler dieser Siedlungen ist nicht bekannt.

### Entstehung Ipsheims
Das heutige Ipsheim wurde um 600 gegründet, als Siedler aus den Stammgebieten des Frankenreiches in Richtung Osten zogen, um als zahlenmäßig geringe Oberschicht die eroberten Gebiete der Alamannen, Thüringer und Bajuwaren zu assimilieren und in das fränkische Reich zu integrieren. Dies geht aus der Namensendung „-heim“ hervor, die meist an den Namen des Ortsgründers angehängt wurde. „Ipsheim“ ist also als Heim eines Ippet, Ippeto, Ipata, Ipo oder Ibet zu interpretieren und geht nicht, wie gelegentlich vermutet wird, auf die in der Nähe liegenden Gipsvorkommen zurück. Bei den zahlreichen Neugründungen dieser Epoche handelte es sich zunächst jedoch meist nur um kleine Weiler, die sich zu Gauen – im Falle von Ipsheim dem Rangau – gruppierten. Für die ersten Jahrhunderte, in denen die Franken die heute nach ihnen benannte Region immer deutlicher dominierten, sind noch keine weiteren Informationen über die Entwicklung Ipsheims überliefert. Da es aber nicht in einer der zahlreichen Schenkungsurkunden dieser Zeit auftaucht, ist es wahrscheinlich direkt im Besitz des Königs geblieben.
Mit der zunehmenden Besiedelung des Windsheimer Beckens wurde Ipsheim bis zum Ende des ersten Jahrtausends von einem Weiler zu einem Haufendorf, dessen Höfe sich um eine Kirche gruppierten und nach außen eine einheitliche, schützende Front bildeten. Von hier gingen eigenständige Siedlungsbewegungen aus. So wurden wohl durch Ipsheimer Siedler das im Dreißigjährigen Krieg untergegangene Metteldorf und das heute eingemeindete Oberndorf gegründet. Die erste erhaltene schriftliche Erwähnung von Ipsheim datiert jedoch erst in das Jahr 1189, als ein „Cunradus de ippetesheim“ als Zeuge aus dem Laienstand in einer Urkunde bezüglich eines Besitzstreits des Klosters Heilsbronn genannt ist. Möglicherweise noch älter ist die Erwähnung in einem Urbarfragment des Klosters, das im 12. Jahrhundert entstanden ist.

### Besitzgeschichte
Verschiedene Indizien deuten darauf hin, dass Ipsheim im Hochmittelalter noch als Reichsdorf direkt dem König unterstellt war und durch die Reichsvogtei Nürnberg verwaltet wurde oder auch teilweise im Besitz freier Bauern war. Ab dem 13. Jahrhundert ging es jedoch schrittweise in den Besitz verschiedener Adelsfamilien über. An erster Stelle standen hierbei die Burggrafen von Nürnberg aus dem Haus Hohenzollern. Im Machtvakuum des Interregnums ergriffen sie die Souveränität über verschiedene Reichsgüter (darunter eben Ipsheim), was schließlich der neue römisch-deutsche König Rudolf von Habsburg zum Dank für seine erfolgte Wahl 1273 legalisierte. 1387 bestätigte das Hofgericht dem Burggrafen den vielleicht 1381 erfolgten Erwerb der ganzen Herrschaft Hoheneck. Bis 1792 verblieb Ipsheim unter der Verwaltung der Linie Kulmbach-Bayreuth des hohenzollernschen Hauses, das dort auch den größten Grundbesitz erwarb.
Daneben besaßen verschiedene Linien der Seckendorffs, die teilweise Dienstmannen der Hohenzollern waren, Güter in Ipsheim. Hinzu kommen als Grundbesitzer die Stadt Windsheim, die Ipsheimer Pfarrei, verschiedene Klöster, der Bischof von Würzburg und das Geschlecht von Teuerlein (das im Dienst der Seckendorffs stand und mit diesen Besitzer der Burg Hoheneck war). Der Besitz der Letzteren ging im 16. Jahrhundert an die Familie von Eltershofen über, während die Hohenzollern andere Grundbesitzer wie die Familie Seckendorf schrittweise aus Ipsheim und von der Burg Hoheneck verdrängten. Zu Beginn der Neuzeit gab es noch zwei Freihöfe in Ipsheim, die voll im Besitz der Bewohner waren oder die Privilegien wie die Abgabenfreiheit besaßen.

### Entwicklung im Mittelalter
Ab 1360 wurde nachweislich Weinbau im Dorf betrieben. Wann Ipsheim das Marktrecht übertragen bekam, ist umstritten. Die Überlieferung besagt, Arnold von Hoheneck habe es von Rudolf von Habsburg 1278 zum Dank für seine Tapferkeit in der Schlacht auf dem Marchfeld, in der auch Ipsheimer mitgekämpft hätten, als Lehen erhalten. Laut Christian Wilhelm Schirmer hat Albrecht Achilles (regierte 1440–1486) Ipsheim Marktprivilegien verliehen; der Historische Atlas von Bayern nennt die Jahreszahl 1700; im Haushalt der Gemeinde finden sich ab 1722 Einnahmen von Märkten. Sicher hat es jedoch mindestens ab 1412 einen Jahrmarkt an der Eichenmühle gegeben. Neben dem Marktrecht hat die wirtschaftliche Situation Ipsheims weiter verbessert, dass die Bewohner 1410 das Nutzungsrecht an einem Viertel des umkämpften Hohenecker Forstes, das den Seckendorffs gehörte, erhielten. Die Nutzung wurde durch Forstordnungen (beispielsweise von 1615) reguliert, sodass der Wald bis heute erhalten blieb und nie komplett abgerodet wurde.
Ipsheim wird zwar im Spätmittelalter vielfach als Heimatort von Personen oder bei Schenkungen erwähnt, Informationen zur geschichtlichen Entwicklung, beispielsweise zu den Auswirkungen der Pest, sind jedoch spärlich oder nicht vorhanden. Im Verlauf der zahlreichen Teilungen und Wiedervereinigungen des Besitzes der Hohenzollern im späten 14. und im 15. Jahrhundert gehörte Ipsheim zum „fränkischen Niederland“ mit dem Hauptort Ansbach, ging aber im Hausvertrag von 1437 an die Herrscher des „Oberlandes“ Kulmbach-Bayreuth über. Als von Bayreuth aus verwalteter Teil des Niederlandes gehörte es damit zum sogenannten „Bayreuthischen Unterland“. Mehrfach wurde Ipsheim in die Konflikte zwischen den Hohenzollern und den Freien Reichsstädten unter Nürnbergs Führung hineingezogen. Bereits 1388 wurde es wie die meisten hohenzollernschen Orte im Aischtal im Städtekrieg von Nürnberger Stadttruppen zerstört, nachdem diese die Belagerung des verbündeten Windsheims durch den verfeindeten Nürnberger Burggrafen Friedrich V. von Hohenzollern gewaltsam beendet hatten. Eine erneute Zerstörung durch Feuerlegen erfuhr Ipsheim wie 18 andere Dörfer 1449 im Ersten Markgrafenkrieg durch die Stadt Nürnberg, wodurch deren Konkurrent und Herr von Ipsheim, der Hohenzoller Albrecht Achilles, geschwächt werden sollte. Möglicherweise fand 1461, als auch die Burg Hoheneck von Bischöfen in einer Fehde mit dem Markgrafen erobert wurde, eine weitere Zerstörung statt. In den Hussitenkriegen wurde Ipsheim schließlich weiter mit Verteidigungsanlagen versehen, zu einem Angriff auf den Ort kam es jedoch nicht.
Am westlichen Ortsrand befindet sich der Burgstall Ipsheim.

### 16. Jahrhundert
Den Aufständen des Fränkischen Bauernkrieges schlossen sich die Ipsheimer Bauern mehrheitlich nicht an, zumal die Belastung durch Abgaben und Frondienste vergleichsweise gering und das Dorf wirtschaftlich in einer recht guten Lage war (Marktrecht, Zugang zu einem Forst). Als allerdings Ende Mai 1525 Windsheimer Bauern zur Unterstützung des Aufstandes in Neustadt a. d. Aisch durch das Aischtal zogen, stationierte Markgraf Kasimir Reitereinheiten in Ipsheim, welche die Bauern abfingen, die meisten töteten und zehn Gefangene im Dorf köpften. In Folge dieses „Ipsheimer Blutgerichts“ musste das Dorf 300 Gulden aufbringen; außerdem ließ Kasimir die Kirche plündern. Im Zweiten Markgrafenkrieg wurde Ipsheim, das bereits wieder relativ wohlhabend war, 1553 von den Windsheimern und ihren Verbündeten zerstört; der Wehrturm gesprengt.
Am 18. Juni 1564 wurde in Ipsheim eine Gemeindeordnung erlassen, die das Alltagsleben, die wirtschaftlichen Tätigkeiten, den Feuerschutz und weitere Angelegenheiten bei schweren Strafen regelte. Ihre Einhaltung wurde durch den Kastner des seit 1381 bestehenden hohenzollernschen Kastenamtes Ipsheim, dessen eigentliche Hauptaufgabe die Kontrolle der Abgaben und Ausstellung von Urkunden war, kontrolliert. Da es in Ipsheim eine Vielzahl von Besitzungen und damit Vögten gab, übernahm der Kastner als Vertreter des größten Grundbesitzers auch die Kontrolle über öffentliche Plätze, die Wehrhoheit und die Niedere Gerichtsbarkeit und war damit der Herr von Ipsheim. Die nächsthöhere Instanz, die auch die hohe Gerichtsbarkeit ausübte, war der Amtmann von Hoheneck. Für 1591 gibt es einen Hinweis auf die Einwohnerzahl Ipsheims, da für das Dorf eine Zahl von 88 Mannschaften genannt wird. Christoph Rückert schließt daraus auf „450, maximal 500 Einwohner“.

### 17. und 18. Jahrhundert
Das 17. Jahrhundert war für Ipsheim eine besonders schwere Zeit. Hatten die Pestwellen von 1575 und 1582 den Ort nur geringfügig getroffen, kostete die Krankheit ab 1601 umso mehr Menschenleben. Am 8. März 1617 brach ein Brand aus, der ungefähr das halbe Dorf zerstörte. Im Dreißigjährigen Krieg wurde Ipsheim – wie das Aischtal generell – oft von plündernden Soldaten heimgesucht, das erste Mal ab dem 14. Oktober 1621 durch Truppen des Heerführers Peter Ernst II. von Mansfeld. Am 14. November 1631 blieb Ipsheim gegen eine Zahlung von 70 Talern von schweren Plünderungen verschont. Im Folgejahr kam es jedoch zu schweren Plünderungen, weil sich die Armeen Gustav Adolfs von Schweden und des Feldherren Wallenstein beim nahen Nürnberg gegenüberlagen, und 1636 zogen die Truppen des Generals Carl Gustaf Wrangel das Dorf schwer in Mitleidenschaft. Zu den marodierenden Soldaten und der wirtschaftlichen Notlage kamen Seuchen wie die Pest und die rote Ruhr, sodass es 1632 in einem Jahr 189 Tote, 1634 dann sogar 277 Tote im Dorf gab (andere Angaben: 1632 277 Tote und 1634 247 Tote). Von 1632 bis 1648 sank die Einwohnerzahl um 75 bis 80 %. Nach dem Krieg wuchs die Bevölkerung jedoch rasch wieder, unter anderem durch eine hohe Geburtenrate und vermutlich auch durch zuwandernde österreichische Exulanten. Die Finanzlage der Gemeinde normalisierte sich wieder, und 1663 wurde eine neue Gemeindeordnung erlassen, die unter anderem auch die Arbeitsverhältnisse der Dorfangestellten (Hirten, Flurer, Schulmeister, Hebammen, Fleisch- und Feuerbeschauer etc.) regelte. Ihr zufolge werden nach der jährlichen Dorfversammlung am 1. Mai zwei Dorfmeister auf zwei Jahre gewählt. Dieses Amt wurde ab 1672 „Bauernmeister“ und schon bald darauf „Bürgermeister“ genannt.
1673 bis 1677 waren wiederum kaiserliche Soldaten in Ipsheim einquartiert. 1693 hielt Markgraf Christian Ernst acht Tage lang bei dem Dorf zu Repräsentationszwecken ein Hoflager. Um 1720 wurde das Amt Hoheneck, dessen Verwaltung sich mittlerweile komplett in Ipsheim befand, zu einem Oberamt, das mit zwei weiteren das komplette Neustädter Unterland verwaltete und zwei Kompanien für das Landregiment Neustadt aufzubringen hatte. Dadurch wurde Ipsheim (als Oberamt Ipsheim) einerseits bedeutender Verwaltungssitz der Region, andererseits Sammelort für die Truppenaushebung. Von den zahlreichen Kriegen des 18. Jahrhunderts wurde Ipsheim dadurch zwar berührt, größere Auswirkungen hatten sie aber nicht. 1771/1772 traf eine Hungersnot den Ort schwer, bewirkte aber in den folgenden Jahren und Jahrzehnten einige Veränderungen: So wurde der Anbau von Kartoffeln eingeführt, die Stallfütterung von Kühen setzte sich gegenüber der Weidenhaltung durch und der Dinkelanbau musste zunehmend der Kultivierung von Weizen weichen. Hinzu kam als Wirtschaftszweig in den folgenden Jahrzehnten der Hopfenanbau, der besonders im 19. Jahrhundert statt des Weinbaus an Bedeutung gewann.
Gegen Ende des 18. Jahrhunderts gab es in Ipsheim 88 Anwesen. Das Hochgericht übte das brandenburg-bayreuthische Vogtamt Altheim aus. Es hatte ggf. an das Vogtamt Lenkersheim auszuliefern. Die Dorf- und Gemeindeherrschaft hatten das Kastenamt Ipsheim und das brandenburg-ansbachische Vogtamt Birkenfels gemeinsam inne. Grundherren waren das Fürstentum Bayreuth (63 Anwesen; Kastenamt Ipsheim: 2 Amtshäuser, Pfarrkirche, Gottesackerkirche, Pfarrhaus, Schulhaus, 1 Hof, 3 Wirtshäuser, 1 Halbhof, 27 Güter, 3 Mühlen, Getreidekasten, Zehntscheuer, Amtsknechthäuslein, 20 Häuser; Kastenamt Windsheim: 1 Haus), das Vogtamt Birkenfels (17 Anwesen), die Reichsstadt Windsheim (4 Güter, 1 Häckersgut), das Rittergut Unternzenn (1 Freihof, 1 Haus), die Pfarrei Altheim und Unternesselbach (1 Haus).

### Preußen, Frankreich, Bayern
Nach der Abdankung Markgraf Karl Alexanders ging Ipsheim im Januar 1792 an das Königreich Preußen über. Am 1. Juni 1797 wurde das Oberamt durch das neu gebildete Kammeramt Ipsheim ersetzt; das Amt des Vogtes nannte sich nun „Schultheiß“. 1804, nachdem auch Windsheim an Preußen übergegangen war, wurde der Zweite Kammeramtmann von Ipsheim auch Lokalkommissar von Windsheim.
Im Vierten Koalitionskrieg wurde Ipsheim wieder mehrfach für Einquartierungen verwendet. Als am 6. Oktober 1806 französische Soldaten Pferde einforderten, die Bauern aber keine zur Verfügung stellen wollten und entschieden, die Franzosen vorerst einzuquartieren, schoss ein Soldat abends im Wirtshaus in die Luft. Daraus entwickelte sich eine Schlägerei, bei der zwei Bauern ums Leben kamen und mit der Kirchenglocke Sturm geläutet wurde. Obwohl die Bewohner kurz darauf freiwillig die Pferde stellten und Bußgeld zahlten, verwüsteten die zurückkehrenden Soldaten am 7. Oktober das Pfarr- und das Wirtshaus und erschossen den Wirt. Am 28. November 1806 ging mit dem Eid der Gemeindevertreter im Schloss Bayreuth Ipsheim an die französische Militärregierung über, die aber die Verwaltungsstrukturen größtenteils beibehielt. Drückend waren eher die Zahlungen, die die Bevölkerung in den folgenden Kriegen zu erbringen hatte, und die zahlreichen Einquartierungen (auch in den Befreiungskriegen).
Am 5. Juli 1810 ging Ipsheim auf Grundlage des Pariser Vertrages als Teil des Rezatkreises (später „Mittelfranken“) an Bayern über. Die beiden Kammerämter Neuhof und Ipsheim wurden beim Übergang an Bayern zum Rentamt Ipsheim zusammengefasst, dem allerdings nicht mehr administrative, sondern nur noch finanzielle Aufgaben oblagen. Die Gerichtsbarkeit ging an das Landgericht Windsheim über. Zusammen mit dem Übergang der Kirchengemeinde von der Superintendentur Neustadt in das Dekanat Windsheim bedeutete dies die Trennung Ipsheims von Neustadt.
Im Rahmen des Ersten Gemeindeedikts wurde 1811 der Steuerdistrikt Ipsheim gebildet, zu dem Bühlberg, Eichelberg, Eichmühle, Hoheneck, Holzhausen, Ipsheim, Mailheim, Mäusberg, Oberndorf und Weimersheim gehörten. Die 1817 gebildete Ruralgemeinde war deckungsgleich mit dem Steuerdistrikt. Sie war in Verwaltung und Gerichtsbarkeit dem Landgericht Windsheim zugeordnet und in der Finanzverwaltung dem Rentamt Ipsheim. Die freiwillige Gerichtsbarkeit über ein Anwesen in Ipsheim hatte jedoch bis 1848 das Patrimonialgericht Unternzenn inne. Mit dem Zweiten Gemeindeedikt (1818) wurden vier Ruralgemeinden gebildet:
- Eichelberg mit Bühlberg, Hoheneck und Holzhausen;
- Ipsheim mit Eichmühle;
- Oberndorf;
- Mailheim mit Mäusberg und Weimersheim.[22]

Der Armut, unter der Ipsheim nach den Kriegen und zwei Hungerjahren litt, konnte man nicht durch freiwillige Geldsammlungen Herr werden, weshalb eine Armensteuer beschlossen wurde. Dennoch blieb das Armenhaus überfüllt und 1840 wanderten die ersten Ipsheimer nach Amerika aus. Für die Deutsche Revolution 1848/1849 sind keine Einflüsse auf Ipsheim nachweisbar. Die folgende Aufhebung der Grundherrschaft war jedoch umstritten, da die Bewohner Entschädigungszahlungen zu leisten hatten, welche sich bis ins 20. Jahrhundert hinzogen. 1856 ging das seit 1810 von Ipsheim aus finanziell verwaltete Gebiet des ehemaligen Kammeramtes Neuhof an das Rentamt Markt Erlbach über, 1862 wurde bei der Verwaltungsreform das Ipsheimer Rentamt komplett nach Windsheim verlegt. Der Deutsch-Französische Krieg 1870 kostete Ipsheim drei Einwohner; die Integration in das Deutsche Reich wie auch in das untergeordnete Königreich Bayern ging aber schnell von sich.
In der Zeit bis 1914 wurde Ipsheim von einer starken Modernisierung erfasst. Eine regelmäßige Verkehrsanbindung war bereits 1856 durch den Pferde-Postomnibus gewährleistet, wobei durch Initiative des Apothekers Max Fleischmann im Dorf eine Postexpedition errichtet wurde. Mit der Eröffnung der Bahnlinie Neustadt – Windsheim am 6. August 1876 erhielt Ipsheim auch einen Bahnhof. In den 1870er Jahren und am 29. Juli 1887 kam es zu größeren Bränden in Ipsheim, die jedoch die Gestalt des Dorfes nicht stark veränderten. 1899 erhielt die Poststation einen Telegraphen, 1907 wurde Ipsheim an das Telefonnetz angeschlossen. Im September dieses Jahres entstand eine Genossenschaft Ipsheimer Bürger, die zur Deckung des wachsenden Energiebedarfes im Folgejahr ein Elektrizitätswerk einrichtete. Hierdurch hatten Ipsheim und die anderen versorgten Ortschaften früher als andere Gemeinden elektrischen Strom. 1912 verfügte das Werk über drei Dieselapparate und versorgte sechs Orte, bis 1967 wuchs die Zahl auf 128 Orte. 1921 schloss der auch die Ipsheimer Überlandzentrale umfassende florierende Betrieb, der durchschnittlich 30 Mitarbeiter hatte, einen Stromlieferungsvertrag mit dem Fränkischen Überlandwerk ab, von dem er 1967 ganz übernommen wurde. In den ersten Jahrzehnten des 20. Jahrhunderts fanden außerdem nacheinander das Fahrrad, das Motorrad und das Auto Eingang in Ipsheim. Während das – meist nebenberuflich ausgeübte – Handwerk verschwand, gewannen Industrie und Dienstleistung an Bedeutung. Insgesamt blieb Ipsheim jedoch landwirtschaftlich geprägt.

### Nationalsozialismus und Weltkriege
Am Ersten Weltkrieg nahmen 106 Ipsheimer teil, von denen 41 fielen. Wurden in Ipsheim in der Nachkriegszeit bei den Wahlen zum Reichstag angesichts der materiellen Not hauptsächlich SPD-Mitglieder gewählt, gewannen in der Enttäuschung über deren „Erfüllungspolitik“ nationalkonservative bis nationalistische Gruppen die Oberhand. Bereits 1921 wurde im Dorf von Leonhard Göss (1896–1974) und dem Parteigenossen Reinhardt aus Dottenheim eine paramilitärische Einheit gegründet, die kurz darauf der SA beitrat und mit 32 Ipsheimern am ersten nationalsozialistischen Putschversuch in München 1923, nicht jedoch am eigentlichen Hitlerputsch teilnahm und sich im Anschluss auflöste. 1922 wurde die Ortsgruppe der Deutschen Werkgemeinschaft gegründet, für die Julius Streicher besonders im Aischtal warb und damit „fast die ganze Bevölkerung“ Ipsheims auf seine Seite brachte. Als Streicher 1922 zur NSDAP wechselte, taten es ihm viele gleich. Nach dem Hitlerputsch 1923 und dem Verbot der Partei wechselte die Ortsgruppe in die Deutsche Arbeiterpartei, 1925 oder 1926 wurde die NSDAP Ipsheim jedoch wieder gegründet und hatte 1933 etwa 60 Mitglieder. Zusammen mit der Burg Hoheneck wurde Ipsheim ab Juni/Juli 1923 eine Hochburg des Oberlandbundes. Es wurden dort „völkische“ Sonnwendfeiern abgehalten und am 1. Juli 1923 eine „Schlageter-Feier“ als eine von vielen öffentlichen Reaktionen auf die Hinrichtung von Albert Leo Schlageter veranstaltet.
Auf Veranlassung des Verlegers Julius Friedrich Lehmann, der die Burg Hoheneck gekauft hatte, schrieb Joseph Stolzing-Czerny das Werk „Arnold von Hoheneck, ein vaterländisches Festspiel aus Ipsheims Vergangenheit in drei Aufzügen“, das sehr nationalistisch und antisemitisch ausgerichtet war. Das Stück wurde von einer „Festspielvereinigung“ einstudiert, wobei bei den ersten Aufführungen für Hauptrollen Berufsschauspieler engagiert wurden. Für das Heimatfest (27.–29. Juni 1925), auf dem das Schauspiel uraufgeführt wurde, wurde eigens eine Festhalle erbaut. Ab 1927 traten dann wieder NSDAP und SA anstelle des Oberlandbundes in den Vordergrund. So wurden Vorträge von NSDAP-Politikern wie Karl Holz veranstaltet und im Spätherbst 1927 einer der Drahtzieher des Hitlerputsches, Ernst Pöhner, in der Burg Hoheneck bestattet. Vom 7. bis 9. Juni 1930 fand ein überregional angekündigtes Pfingst-Gautreffen mit 2000 Teilnehmern in Ipsheim statt, bei der Arnold von Hoheneck wieder mehrmals aufgeführt wurde und als Redner Georg Strasser, Julius Streicher und Leutnant Edmund Heines auftraten. Adolf Hitler, der angekündigt war und die Ehrenbürgerwürde verliehen bekommen sollte, kam nicht (er lehnte das Ehrenbürgerrecht „in diesem Staate“ ab); auch der ebenfalls angekündigte Franz Ritter von Epp blieb der Veranstaltung fern. Nachdem der Ipsheimer SA-Sturm 14 am 6. März 1932 einen „Großen Deutschen Abend“ mit dem Neustädter Lehrer und Standartenführer Hans Kehrberger als Festredner abgehalten hatte, fand im Juni 1932 eine Tagung der SA-Führer der Standarte 8 in der Ipsheimer Festhalle statt.
Bei den Reichstagswahlen von März 1933 erhielt die NSDAP in Ipsheim 467 Stimmen (ca. 92 %), während SPD und KPD nur je eine Stimme erhielten. Das Dorf wurde bald vom Nationalsozialismus vereinnahmt, so gab es neben der SA Hitlerjugend, NS-Frauenschaft, die Arbeitsfront, Volkswohlfahrt und einen Ortsbauernführer. Zahlreiche Parteiveranstaltungen fanden statt, während die traditionellen Vereine in den Hintergrund rückten. Kritiker des Regimes gab es in geringem Ausmaß; sie wurden jedoch von der Dorfgemeinschaft nicht angegriffen. Im Mai 1933 wurde der Maurermeister Friedrich Nikolaus Hülf (1869–1943) nach Meinungsverschiedenheiten mit Julius Streicher seines 21 Jahre ausgeübten Amtes als Bürgermeister enthoben. Der Reichsarbeitsdienst (RAD) war seit 1938 in Ipsheim tätig, baute hauptsächlich den Aisch-Flutkanal und wurde dann 1939 bis 1942 von in der Landwirtschaft arbeitenden „Arbeitsmaiden“ abgelöst.
Herrschte bei Kriegsausbruch zunächst Angst vor, wurde Ipsheim nach den Feldzügen gegen Polen und Frankreich ebenfalls von Kriegseuphorie erfasst, zumal es noch keine Tote aus dem Ort zu beklagen gab. Ab 1940 arbeiteten Fremdarbeiter im Dorf, besonders in der Landwirtschaft. 1941 begannen sich die Todesmeldungen zu häufen, bis 1945 von 118 Teilnehmern 63 gefallen waren. In dieser Zeit wurden in Ipsheim immer mehr Menschen aus der Roten Zone und bombengefährdeten Städten untergebracht. Außerdem starben 17 Angehörige des RAD, deren Zug kurz vor Kriegsende abgeschossen wurde und die provisorisch in Ipsheim begraben wurden. Durch all diese Entwicklungen veränderte sich die Gesellschaft des Ortes stark. Zu Kriegsende wurde ein Volkssturm aufgestellt, dennoch rückten die Amerikaner am 14. April 1945 um 15:30 Uhr von nördlicher Richtung in Ipsheim ein, ohne angegriffen zu werden. Äußere Schäden trug das Dorf vom Krieg nicht davon. Die Amerikaner verhielten sich friedlich und zogen im November ab. Das RAD-Lager wurde für Kriegsgefangene verwendet und im Januar 1946 aufgelöst. Die meisten Insassen kehrten in ihre Heimat zurück, nur wenige, hauptsächlich aus den Ostgebieten, siedelten sich in Ipsheim an. Hinzu kamen Flüchtlinge, die Ipsheim zugewiesen wurden.

### Entwicklung nach 1945
Ab 1945 wurden insgesamt 850 Flüchtlinge aufgenommen, von denen sich 380 in Ipsheim ansiedelten und in den folgenden Jahren integriert wurden. Durch den starken Bevölkerungszuwachs im und nach dem Krieg wurde Ipsheim von einem Bauerndorf zunehmend zu einem Pendlerort. In den 1950er Jahren konnte die bereits 1934 begonnene Flurbereinigung abgeschlossen werden, in deren Zuge die Landparzellen zu größeren Einheiten umgruppiert wurden, sodass sich der Einsatz technischer Hilfsmittel stärker rentierte. 1959 wurde Ipsheim an das Fernwasser angeschlossen, in den 1960er Jahren eine Kanalisation und eine Kläranlage gebaut.
Im Jahr 1961 hatte die Gemeinde eine Gebietsfläche von 10,494 km². Im Zuge der Gebietsreform in den 1970er Jahren löste sich der Landkreis Uffenheim, zu dem Ipsheim bis dahin gehörte, im Kreis Neustadt an der Aisch/Bad Windsheim auf. Am 1. Juli 1972 wurden die bis dahin selbständigen Gemeinden Eichelberg und Oberndorf eingemeindet, am 1. Januar 1978 folgten Kaubenheim und Mailheim. Ipsheim bildete mit Dietersheim und Unternesselbach die Verwaltungsgemeinschaft Ipsheim, die aber schon nach weniger als zwei Jahren 1980 wieder aufgelöst wurde. Gleichzeitig fand auf Betreiben des Winzervereins eine Weinbergsflurbereinigung statt, bei der die unwirtschaftlich positionierten und aufgebauten Weinberge völlig neu gestaltet und in die Landschaft integriert wurden. Insgesamt entwickelte sich Ipsheim zunehmend zu einer Großwohnsiedlung, wozu zwei neue Wohngebiete, die sich ansiedelnden Gewerbe und die Einführung von Straßennamen 1982 beitrugen.

### Einwohnerentwicklung
Die beiden folgenden Tabellen geben einen Überblick über die Entwicklung der Einwohner- und der Häuserzahlen der Gemeinde beziehungsweise des Ortes Ipsheim. Im Zeitraum 1988 bis 2018 stieg die Einwohnerzahl von 1776 auf 2174 um 398 Einwohner bzw. um 22,4 %. In der Rubrik „Häuser“ sind jeweils nur bewohnte Häuser angegeben. Im Jahr 1818 wurden diese als Feuerstellen bezeichnet, 1840 als Häuser und 1871 bis 2017 als Wohngebäude.
Gemeinde Ipsheim
| Jahr      | 1978 | 1980   | 1987   | 1991 | 1995 | 2005   | 2010   | 2011   | 2012   | 2013   | 2014   | 2015   | 2016   | 2017   |
| Einwohner | 1833 | 1817   | 1773   | 1893 | 1980 | 2159   | 2129   | 2103   | 2089   | 2110   | 2093   | 2107   | 2150   | 2164   |
| Häuser    |      |        | 471    |      |      |        |        | 636    | 639    | 648    | 651    | 656    | 663    | 667    |
| Quelle    |      | [ 38 ] | [ 39 ] |      |      | [ 40 ] | [ 40 ] | [ 40 ] | [ 40 ] | [ 40 ] | [ 40 ] | [ 40 ] | [ 40 ] | [ 40 ] |

Ort Ipsheim (= Gemeinde Ipsheim bis zur Gebietsreform)
| Jahr      | 1818   | 1840   | 1852   | 1855   | 1861   | 1867   | 1871   | 1875   | 1880   | 1885   | 1890   | 1895   | 1900   | 1905   | 1910   | 1919   | 1925   | 1933   | 1939   | 1946   | 1950   | 1952   | 1961   | 1970   | 1987   | 2014   |
| Einwohner | 745    | 807    | 807    | 774    | 788    | 788    | 776    | 879    | 818    | 783    | 735    | 696    | 694    | 753    | 733    | 705    | 695    | 737    | 952    | 1200   | 1144   | 1044   | 995    | 973    | 1022   | 1321   |
| Häuser    | 108    | 126    |        |        |        |        | 134    |        |        | 144    | 152    |        | 140    |        |        |        | 148    |        |        |        | 151    |        | 185    |        | 264    |        |
| Quelle    | [ 41 ] | [ 42 ] | [ 43 ] | [ 43 ] | [ 44 ] | [ 45 ] | [ 46 ] | [ 47 ] | [ 48 ] | [ 49 ] | [ 50 ] | [ 43 ] | [ 51 ] | [ 43 ] | [ 52 ] | [ 43 ] | [ 53 ] | [ 43 ] | [ 43 ] | [ 43 ] | [ 54 ] | [ 43 ] | [ 35 ] | [ 55 ] | [ 39 ] | [ 56 ] |

## Politik

### Marktgemeinderat
Der Marktgemeinderat besteht aus 14 Mitgliedern. Seit der Kommunalwahl im März 2020 ist er folgendermaßen zusammengesetzt:
- Ipsheimer Bürger 6 Sitze (−1)
- Ortsteile mit Ipsheim – gemeinsam stark 8 (+8)

### Bürgermeister
- 2008–2020: Frank Müller (Wählerliste Ipsheimer Bürger)[58]
- seit 1. Mai 2020: Stefan Schmidt (Ortsteile mit Ipsheim – gemeinsam stark)

### Wappen und Flagge
Am 30. März 1982 wurde das bis dahin lange Zeit inoffiziell geführte Wappen von der Regierung Mittelfrankens offiziell genehmigt:
| Wappen von Ipsheim | Blasonierung: „Geviert von Silber und Rot; in 1 und 4: ein schräges grünes Weinblatt, in 2 und 3: zehn eins zu zwei zu drei zu vier gestellte silberne Ziegelsteine.“ |
| Wappen von Ipsheim | Wappenbegründung: Das Weinlaub steht für die Bedeutung des Weinbaus in Ipsheim, die Ziegel für die Ziegelhütte, die früher sich im Ort befand. Die Vierteilung geht auf das Wappen der Hohenzollern, die Farben Silber und Rot auf die Adelsfamilie Seckendorff und die Zugehörigkeit Ipsheims zu Franken zurück. Somit sind neben wirtschaftlichen Besonderheiten zwei Familien, die in der Vergangenheit großen Einfluss auf die Entwicklung des Ortes ausübten, in das Wappen eingeflossen. |

Die Gemeindeflagge ist grün-weiß-rot.

## Religion

### Mittelalter
Obwohl die örtliche Überlieferung für die Pfarrei Ipsheim ein Gründungsdatum von 1273 angibt, dürfte die dortige Gemeinde in Wirklichkeit zumindest bereits im Zuge der Kirchenreform des Bonifatius gegründet worden sein und bildete ab 1000 einen eigenen Pfarrsprengel. Für ein sehr frühes Entstehungsdatum (vor 700) spricht außerdem auch, dass die Kirche Johannes dem Täufer geweiht ist.
Der erste namentlich bekannte Pfarrer („Conradus“) ist für 1293 belegt. Im Hoch- und Spätmittelalter wurden der bereits existierenden Kirche Türme hinzugefügt; im 14. und 15. Jahrhundert wurden die Kirche, das Pfarrhaus, das Mesnerhaus und einige umliegende Höfe komplett zu einer Wehrkirche umgebaut. Von der ersten Johanneskirche sind heute nur noch Grundmauern und eine heute vom Putz verdeckte Schießscharte archäologisch nachweisbar. Bei der zweiten Zerstörung Ipsheims im Ersten Markgrafenkrieg 1449 wurde die Wehrkirche vermutlich zerstört, während sie die erste Eroberung 1388 anscheinend ohne große Schäden überstanden hatte.
Im Verlauf des 15. Jahrhunderts mit seinen zahlreichen Kriegen und Fehden im Ipsheimer Umland wurde die Kirche im gotischen Stil wiederaufgebaut. Aus der Wehrkirche machte man dabei eine Kirchenburg mit vier Ecktürmen, die in unruhigen Zeiten als letzte Zuflucht sicheren Schutz für die Dorfbevölkerung bieten sollte. Am Westportal entstand ein feuersicherer Turm; die Gaden wurden so aneinandergebaut, dass sie eine wahre Befestigung ergaben, die stellenweise noch durch einen Graben ergänzt wurde; außerdem wurden Vorratsräume, Notunterkünfte, ein Feuerweiher und ein Verteidigungsturm eingebaut. Pfarrhaus, Friedhofsmauer und Kirchenchor schirmten die Anlage in südlicher und östlicher Richtung ab, die Schule, das Mesnerhaus und die integrierten Höfe nach Norden und Westen. In der Kirche selbst wurde der Chor nach Osten erweitert und unter den kleinen Turm eine Seitenkapelle gebaut. Im 16. Jahrhundert wurde ein in die Wehrkirche integriertes Anwesen zum Schulhaus umgebaut.
Als Teil des Landkapitels Windsheim im Archidiakonat Rangau gehörte Ipsheim bis zur Reformation zum Bistum Würzburg. Praktisch nahm aber der Markgraf die Aufgaben des Bischofs wahr und stattete 1473 den Pfarrer mit außergewöhnlichen Privilegien im Dorf aus.

### Neuzeit
Ab 1528 trieb Markgraf Georg die Reformation in Franken energisch voran und wollte durch Kirchenvisitationen katholisch predigende Pfarrer ermitteln und entlassen. Da sich der Ipsheimer Pfarrer Peter Hamann einem Gespräch mit der zuständigen Kommission entzog, wurde am 29. Oktober 1530 Johannes Beer an seine Stelle gesetzt; die Ipsheimer Kirchengemeinde wurde damit evangelisch. Im Jahr 1533 wurde Philipp Getreu aus Obernzenn Pfarrer in Ipsheim. Er hatte bereits 1528 der Annahme der Reformation zugestimmt. Von 1578 bis 1810 gehörte Ipsheim zum Dekanat Neustadt an der Aisch. Gegenreformatorische Bestrebungen sind aus Ipsheim nicht bekannt.
Im Dreißigjährigen Krieg wurde die Kirche stark beschädigt, besonders bei der Belagerung Nürnbergs durch Wallenstein im Jahr 1632. 1677 wurde der einsturzgefährdete kleine Turm restauriert, 1686 und 1687 auch der große Turm. 1692 folgte der Altar und 1694 durch materielle Unterstützung des Markgrafen der Chor, sodass 1698 die Instandsetzung des Kirchenschiffes begonnen werden konnte, das dabei nach Süden auf die heutigen Maße vergrößert wurde. Dabei wurde die Kanzel mit ihren Evangelistenbildern nach Kaubenheim verkauft und in Ipsheim eine neue Kanzel eingebaut. Da die alte Wehrkirche den neuen Waffen ohnehin nicht hätte standhalten können, enthielt der Neubau keine Wehranlagen mehr. Aufgrund einer glücklichen Fügung, die der Markgräfin kurz zuvor auf dem Weg von Ipsheim nach Windsheim bei einem Wagenunfall das Leben gerettet hatte, erhielt die Kirche bei ihrer Einweihung am 29. Juli 1708 den Namen „Providentia dei“ (Vorsehung Gottes). Dennoch geriet dieser Name zugunsten des alten „St. Johannes“ bald wieder in Vergessenheit und auch der alte Kirchweihsonntag Exaudi acht Tage vor Pfingsten wurde beibehalten. 1709 erneuerte man die untere, bis 1736 die obere Empore. 1728 wurde der große Turm noch einmal erhöht und erhielt dabei das Zwiebeldach, das bis heute markant für die Kirche ist.
Bei einer Kirchenrenovierung 1818 wurde das Gotteshaus unter dem Motto der Vernunftreligion erneut umgestaltet: Zwischen Kirchenschiff und Chorraum wurde eine Holzwand eingezogen, daran über dem Hauptaltar eine Kanzel eingebaut und das Ölbild „Christus in Gethsemane“ angebracht. Die geschnitzten Altäre wurden verkauft, die Sakristei abgerissen und durch eine neue ersetzt und auch der alte Taufstein musste einem aus Holz weichen. Nach dem Krieg von 1870 wurde auf dem Kirchplatz ein Kriegerdenkmal in Obeliskenform errichtet, auf dem später die Toten der Weltkriege ergänzt wurden. 1904 wurde die Kirche mit finanzieller staatlicher Unterstützung wieder renoviert, der Chor wieder geöffnet, eine Sakristei im Süden und ein neues Gestühl im Schiff hinzugefügt, eine neue Orgel gekauft und ein Glasgemälde im Altarfenster durch Spenden finanziert.
1934 standen 18 Mitgliedern der Deutschen Christen 487 Mitglieder der Bekennenden Kirche gegenüber, die damals noch nicht das Dritte Reich generell in Frage stellte. Der Kirchenkampf fiel aber immer mehr zugunsten der Partei aus, was eine zunehmende Säkularisierung des Alltags zur Folge hatte. Nach dem Zweiten Weltkrieg entstand auch eine nennenswerte katholische Minderheit in Ipsheim. 1970 waren dies 211 Einwohner, was 15,5 % entspricht. 1963 wurde bei einer erneuten Renovierung der Kirche die Chorempore und der Kreuzgang zwischen dem Gestühl entfernt und eine neue Kanzel im barocken Stil sowie ein Altar eingebaut. Daneben entstand nach dem Zweiten Weltkrieg ein Gemeindehaus, das zunächst als Kindergarten genutzt und 1987 schließlich seinem heutigen Zweck zugeführt wurde.

### Friedhof und Kapellen
Der Friedhof befand sich bis 1607 im Hof hinter der Kirche, der damals innerhalb der Wehranlage lag. Aus Platzgründen – insbesondere durch die heftigen Pestausbrüche – weihte man am 17. Oktober 1607 einen neuen Friedhof ein, auf dem als erste Person Walburgis Hofmänin aus Westheim begraben wurde.
Neben der Hauptkirche sind vier Kapellen in Ipsheim bekannt. Die älteste ist St. Egidien oder St. Gilgen in der Nähe der Eichenmühle, über die ab ca. 1335 Informationen vorliegen und die im 16. Jahrhundert verfiel. Zwischen 1499 und 1566 war hier ein eigener Kaplan tätig. Aus der Zeit zwischen 1466 und 1495 gibt es einen Nachweis für eine Kapelle St. Maria und Katharina im Süden des Dorfes, deren genauer Standort nicht bekannt ist. Verschiedene Indizien deuten allerdings darauf hin, dass sie an der gleichen Stelle stand wie die dritte Kapelle, die Friedhofskapelle Zum Heiligen Kreuz, die am 18. Dezember 1614 eingeweiht wurde und heute noch existiert. In ihr befindet sich eine Kreuzgruppe von Georg Brenck dem Älteren, die den Gekreuzigten sowie an den beiden Seiten Johannes und Maria zeigt. 1772 wurde die gesamte Kapelle noch einmal umgebaut und im nördlichen Bereich erweitert. An der Südmauer wurde im 17. Jahrhundert eine Gedenktafel an die verstorbenen Töchter des zu diesem Zeitpunkt bereits ebenfalls verstorbenen Amtmanns Sebastian Arzberger angebracht und mit einem Häuschen geschützt, die Töchter selber wurden in einer Gruft begraben. Nach dem Zweiten Weltkrieg wurde die Gruft zugeschüttet, das Schutzhäuschen als Leichenraum benutzt, während die Kapelle selber für die nun stattfindenden katholischen Gottesdienste diente. 1971 entstand dann ein neues Leichenhaus.
Im Jahre 2010 stiftete das Ehepaar Walter und Elfi Beck außerdem eine Weinbergskapelle.

## Bauwerke

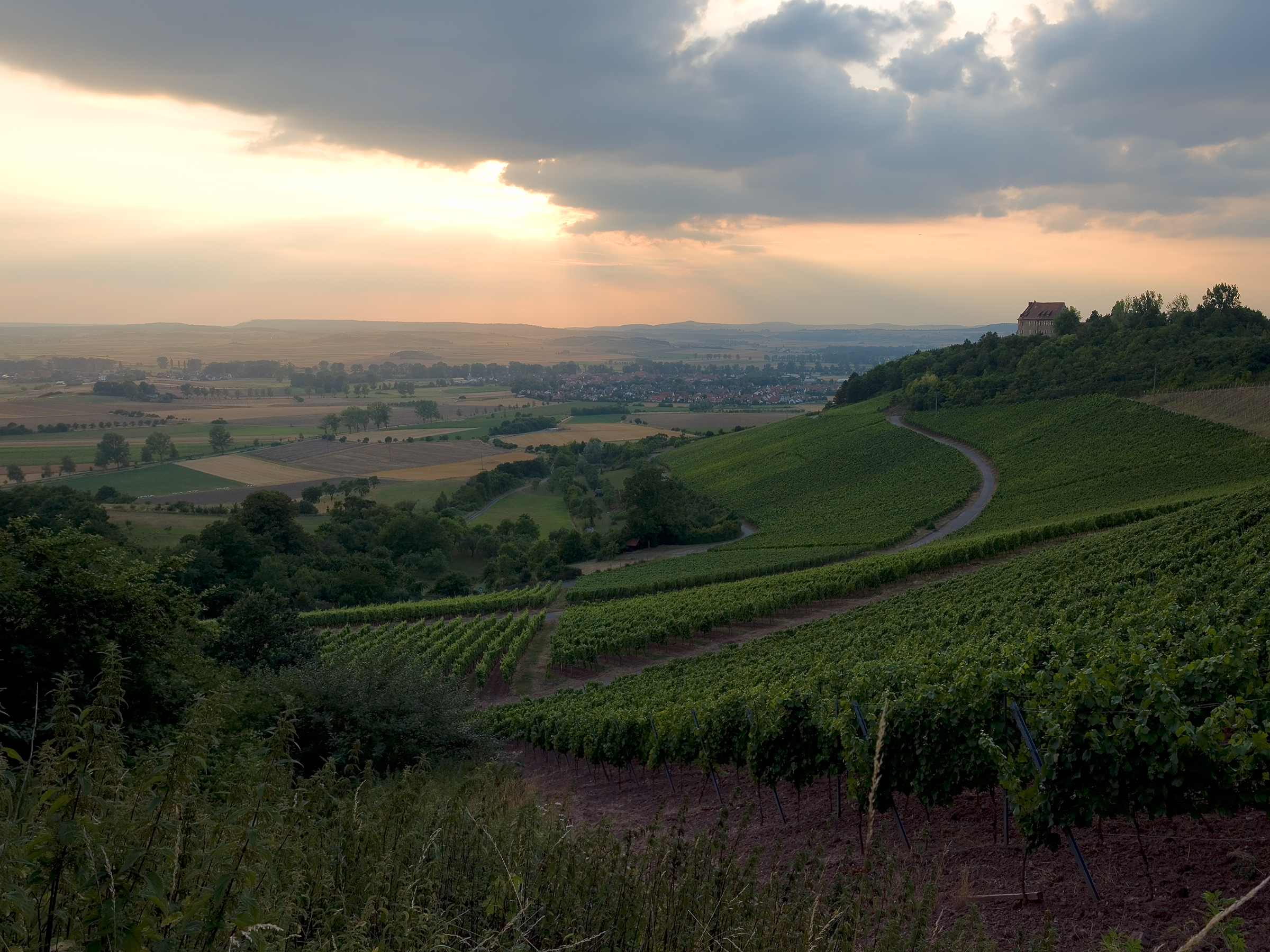
Weinberg bei Ipsheim mit Burg Hoheneck

Zur Kirche und den Kapellen siehe unter Religion
- „Der Wall“: Im Nordwesten des heutigen Ipsheims bestand möglicherweise bereits in keltischer Zeit eine von Wasser umgebene Viereckschanze. Ab ca. 1000 befand sich dort auf einem Sandsteinhügel ein Wachturm, der gleichzeitig auch als Wohnturm genutzt wurde, wie Funde von Ofenkacheln zeigen. Aufgrund seiner günstigen Lage – auf der dem Dorf abgewandten Seite von Sumpf umgeben, zum Dorf hin durch einen künstlichen Wassergraben geschützt und von einem Wall umgeben – diente das Bauwerk einerseits der Verteidigung, andererseits aber auch als Adelssitz zur Kontrolle des Dorfes. Die Herren der kleinen Burganlage könnten Dienstmänner des Königs, laut K. F. von Seckendorff aber auch das Rittergeschlecht Teuerlein gewesen sein[65] – wobei sich diese Vermutungen nicht ausschließen müssen. Archäologische Funde gibt es vom 11. bis zum 13. Jahrhundert, an dessen Ende der Wall seine Funktion an die Burg Hoheneck abtrat und möglicherweise wie dieses 1381 von Windsheimer Truppen zerstört wurde. 1723 wurde an dieser Stelle von den Hohenzollern ein Gartenhaus/Wasserschloss mit Keller im Stil des Barock errichtet, das als „Wallhäuschen“ oder „Weiherhäuschen“ bekannt ist. Heute befindet sich dieses Gebäude komplett auf einer Insel, die eine Länge von 50 Metern und eine Breite von 40 Metern hat, und ist von einem zwei Meter tiefen und sieben Meter breiten Graben umgeben.
- „Kastenbau“: Dieses Gebäude ließ der Markgraf in der zweiten Hälfte des 16. Jahrhunderts für das Kastenamt Ipsheim errichten. Dieses hatte die Aufgabe, alle Steuern und Abgaben wie den Zehnt im Zuständigkeitsbereich einzutreiben und die Ablieferung von Naturalien zu organisieren. Das neue Gebäude mit Walmdach und vierstöckigem Turm diente deren Lagerung. Im 18. Jahrhundert wurde der Kastenbau zusätzlich auch vom Kastenamt Windsheim genutzt und die zuständigen Beamten zogen von der Burg Hoheneck in das Ipsheimer Amtsgebäude um. 1853 kaufte die Gemeinde Ipsheim dem Staat Bayern den Kastenbau für 3300 Gulden ab; 1908 mietete die Genossenschaft zur Gründung eines Elektrizitätswerkes das Gebäude an, um dort die Kraftzentrale zu errichten.
- May’sches Schlösschen/Kastenamt/Rathaus: Das Gebäude war zunächst Ansitz der Familie von Eltershofen, die den Besitz des Rittergeschlechts Teuerlein geerbt hatte. 1616 erwarb Paul May, ein Bediensteter der Hohenzollernschen Kanzlei, das Schlösschen; nach ihm ist es auch benannt. Nach seinem Tod 1653 wurde es vom Markgrafen als Ortsherren eingezogen und diente fortan als Sitz des Oberamtes Ipsheim (s. unter „Geschichte“) und Sitz des Kastenamtes. 1687 wurden hier 300 aus Frankreich geflohene Hugenotten provisorisch einquartiert, von denen die Hälfte starb. Die Lage des in der zweiten Hälfte des 18. Jahrhunderts abgerissenen Gebäudes ist nicht sicher. Es ist aber gut möglich, dass es an der gleichen Stelle stand wie sein Nachfolgebau, das Kastenamt, ein mächtiger Massivbau. Ab 1810 war in ihm das Rentamt als Nachfolgeinstitution des Oberamtes untergebracht. Später diente das Gebäude als Forstamt, ab 1965 als Schulgebäude und heute als Rathaus.
- Burg Hoheneck. Sie beherbergt seit 1984 die Jugendbildungsstätte des Kreisjugendrings Nürnberg-Stadt.
- Wachhäuschen, erbaut 1788 als Amtsknecht und Nachtwächterhaus

## Kultur und Sehenswürdigkeiten

### Musik
- Musikverein Ipsheim
- Gesangverein Frohsinn Ipsheim (gegründet 1836)
- Neuer Chor Ipsheim
- Posaunenchor Ipsheim

### Regelmäßige Veranstaltungen
- Summer-Wine-Time des Weinbauverein Ipsheim
- Tag der offenen Weingüte, immer am ersten Sonntag im September sowie den Samstag davor.
- Kirchweih im Mai
- Weinberglauf, veranstaltet vom TSV Ipsheim
- Gartenfest des Musikvereins Ipsheim, im Ipsheimer Rathausgarten
- Narrensitzung des TSV Ipsheim, immer am Freitag des Faschingswochenendes

## Bildung
Eine erste Schule hatte seit der Reformation im Mesnerhaus existiert, das 1711 bis 1713 zu einem größeren Schulhaus ausgebaut wurde. Der erste bekannte Lehrer war Michael Denzer (ab 1578 Schulmeister). Die ab 1811 existierende Schulpflicht sorgte dafür, dass man den Unterricht in eine Vormittags- und eine Nachmittagsschicht aufteilen musste. Da die Anzahl der Schüler auf einen Wert zwischen 116 (1890er Jahre) und 189 (1874) stieg, wurde am Westrand Ipsheims nach langen Planungen 1892–1893 das neue Schulgebäude mit drei Klassenzimmern und zwei Lehrerwohnungen errichtet, 1896 das alte abgerissen. Die Schule umfasste sechs (später sieben) Klassen und zwei (später drei) Lehrer. 1945 lebten kurzzeitig amerikanische Soldaten im Gebäude, aber im September begann der Unterricht wieder. 1967 bis 1969 bildete die Ipsheimer Schule mit Lenkersheim eine Verbandsschule, 1970 wurde sie in eine Grund- und Teilhauptschule umgewandelt und 1977 aufgelöst. 1980 wurde wieder eine vierklassige Grundschule eingerichtet.

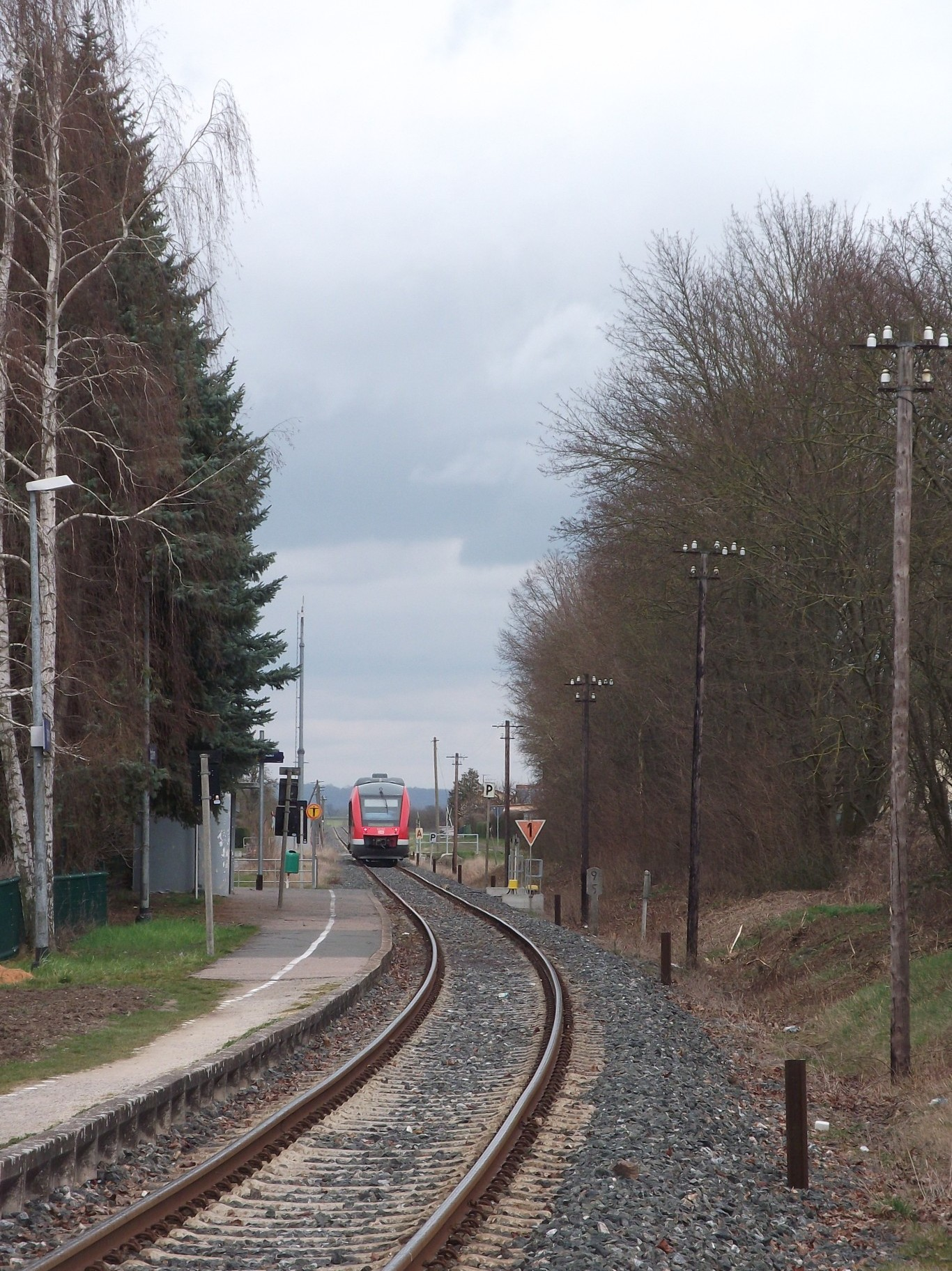
Haltepunkt Ipsheim

## Verkehr
Die Bundesstraße 470 führt über Dottenheim nach Dietersheim (5 km nordöstlich) bzw. über Oberndorf nach Lenkersheim (3,5 km südwestlich). Die Kreisstraße NEA 35 verläuft nach Kaubenheim (1,8 km nordwestlich) bzw. nach Bühlberg (2,4 km östlich). Anliegerstraßen führen zur Eichmühle (0,7 km westlich), zur Nundorfermühle (1,1 km nördlich) und nach Mäusberg (3 km südöstlich).
Ipsheim hat einen Haltepunkt an der Bahnstrecke Neustadt (Aisch)–Bad Windsheim.

## Persönlichkeiten
- Elia Levita (* 13. Februar 1469 in Ipsheim oder Neustadt an der Aisch; † 5./28. Januar 1549 in Venedig); jüdischer Dichter, Humanist und Philologe
- Johann Daniel Gruber (* 11. April 1686 in Ipsheim; † 24. März 1748 in Hannover); Jurist, Historiker, Bibliothekar, Autor und Abt
- Johann Nicolaus Esper (* 17. Dezember 1670 in Lenkersheim; † 12. März 1717 in Windsheim); Pfarrer (unter anderem in Ipsheim) und Schriftsteller
- Simon Eckart (* 23. Januar 1848 in Ipsheim; † 2. September 1919 in Ansbach); Bauunternehmer und Reichstagsabgeordneter
- Hans Thürach (* 1. März 1859 in Ipsheim; † 11. Juli 1927 in Freiburg im Breisgau); Geologe
- Wilhelm Gsell (* 27. November 1910 in Ipsheim; † 30. August 1980); Ingenieur, Werkdirektor, Volkskammerabgeordneter des FDGB und Mitglied des Zentralkomitees der SED